# Felicia
Felicia là một chi thực vật có hoa trong họ Cúc (Asteraceae).

## Loài
Chi Felicia gồm các loài: